# Phülé
A phülé (görög φυλή, klán, faj, nép, az ógörög φυεσθαι – ered, származik igéből) görög "törzs", ami másodlagosan a poliszképződés során alakult ki.

## A phülé története
A iónoknak hat (ebből Attikában négy), a dóroknak három és az aioloknak is három fiktív vérségi phüléjük volt. A vizsgálatok szerint ezek nem bronzkori eredetű tényleges törzsi nevek, hanem a görög sötét kor végén a poliszok kialakulásához vezető vándorlások során alakultak ki. Nem ősrégi jellegüket mutatja, hogy később a rendszert könnyen át is alakították, az ugyanis mentes volt az ősiség szakralitásától.

### Kleiszthenész reformja
Athénban Kleiszthenész reformja (i. e. 508) alakította át a phülérendszert, a hagyományos négy ión-attikai phülé helyett tíz phülére – névadóul kisorsolt egy-egy attikai hőst – osztotta a poliszt területi alapon úgy, hogy minden phülébe beletartozott egy-egy rész (trittüsz) a polisz háromféle földrajzi területéből, a városból (asztü), a tengerpartból (paralia) és a belső területből (mezogaia). Három ilyen trittüsz alkotta a phülét és összesen tehát 30 trittüszre osztotta Attikát.
Minden phülé jogosult volt egy arkhónt (miután azok számát tízre növelték) és egy sztratégoszt választani. Minden phüléknek 1000 nehézfegyverzetű gyalogost (hoplita) és 100 lovast kellett kiállítania. A phülé ezen csapattestét a harcmezőn a taxiarkhosz vezette.
Az év egytizedéig egy phülé 50 küldötte volt az 50 prütanisz, akik a bulé végrehajtótestületeként működtek. A prütaneia szigorúan kötött sorrendben rotált a 10 phülén és a határozatok kihirdetésekor mindig megadták a prütaneiát viselő phülé nevét is.

### Későbbi reformok
i. e. 307-ben a phülérendszert 12-esre bővítették és Antigonosz Monophthalmosz és fia Démétriosz Poliorkétész is belépett a névadók sorába. i. e. 224-ben III. Ptolemaiosz Euergetész is kapott egy phülét, ami így 13-assá bővült. i. e. 200-ban törölték Antigonosz és Démétriasz törzsét, de a pergamoni Attalosz viszont kapott egyet, így megint 12-es lett a rendszer. 125-ben Hadrianus beléptével ismét 13-assá vált.

## Az attikai phülék
Mai tudásunk szerint Kleiszthenész idején 139 démoszra osztották Attikát.
| Sorszám | i. e. 508-tól             | i. e. 307-től | i. e. 224-től | i. e. 200 után | i. sz. 125-től |
| ------- | ------------------------- | ------------- | ------------- | -------------- | -------------- |
| 1.      | Erekhteisz (14 démosz)    | Antigonisz    | Antigonisz    | Erekhteisz     | Erekhteisz     |
| 2.      | Aigeisz (21 démosz)       | Démétriasz    | Démétriasz    | Aigeisz        | Aigeisz        |
| 3.      | Pandionisz (11 démosz)    | Erekhteisz    | Erekhteisz    | Pandionisz     | Pandionisz     |
| 4.      | Leóntisz (20 démosz)      | Aigeisz       | Aigeisz       | Leóntisz       | Leóntisz       |
| 5.      | Akamantisz (13 démosz)    | Pandionisz    | Pandionsiz    | Ptolemaisz     | Ptolemaisz     |
| 6.      | Oineisz (13 démosz)       | Leóntisz      | Leóntisz      | Akamantisz     | Akamantisz     |
| 7.      | Kekropisz (11 démosz)     | Akamantisz    | Ptolemaisz    | Oineisz        | Hadrianisz     |
| 8.      | Hippothontisz (17 démosz) | Oineisz       | Akamantisz    | Kekropisz      | Oineisz        |
| 9.      | Aiantisz (6 démosz)       | Kekropisz     | Oineisz       | Hippothontisz  | Kekropisz      |
| 10.     | Antiokhisz (13 démosz)    | Hippothontisz | Kekropisz     | Aiantisz       | Hippothontisz  |
| 11.     |                           | Aiantisz      | Hippothontisz | Antiokhisz     | Aiantisz       |
| 12.     |                           | Antiokhisz    | Aiantisz      | Attalisz       | Antiokhisz     |
| 13.     |                           |               | Antiokhisz    |                | Attalisz       |

## Hagyományos phülénevek
Ión-attikai phülék:
- Geleontesz (vagy Gedeontesz vagy Teleontesz)
- Hoplétesz
- Aigikoreisz
- Argadeisz (vagy Ergadeisz)

Csak ión phülék:
- Oinopesz
- Bóreisz

Dór phülék:
- Hülleisz
- Dümanesz
- Pamphüloi (jelentése "mindenféle törzsből való")

Aiol phülék:
- Apodotoi
- Ophionei
- Eurütanesz